# Château de Grandval
Pour l’article homonyme, voir Château de Grandval (Neuville-au-Plain).
Le château de Grandval est situé sur la commune de Teillet dans le Tarn en Occitanie.
Construit au milieu du XVe siècle à la demande des vicomtes de Paulin, puis reconstruit au XVIIIe siècle par Jean Bernard, plusieurs illustres personnages y ont demeuré jusqu'au XXe siècle.
Incendié en juin 1944 par les Allemands, le château fut ensuite noyé par les eaux du barrage de Razisse en 1954.

## Situation
Situé à 4 kilomètres au sud du village de Teillet, sur le bord de la route départementale menant à Rayssac, le château se trouve dans un vallon et était à l'origine au milieu d'une presqu'île formée par la rivière Dadou. L'ancien lit de la rivière peut encore se deviner en période de grande sécheresse quand les eaux du barrage de Razisse sont au plus bas.

## Historique
Il a été édifié au XVe siècle à la demande des vicomtes de Paulin par Bernard de Caudière, seigneur de Bézacoul, et a été restauré par Jean Bernard et par le général de Frégeville au XVIIIe siècle.
En juin 1944, un groupe de résistants s'y installe.
Le matin du 21 juin 1944, les Allemands menés par le lieutenant Fritcher incendient le château et ses dépendances.
Le propriétaire, Henry Cassan, revenu peu de temps après l'incendie du château, a pu bénéficier de dommages de guerre pour reconstruire une maison plus modeste dans la grande allée des platanes à proximité. En 1953, la journaliste Élisabeth Gasguel a rencontré la famille Cassan Arnould pour faire un historique du château.
La famille Cassan a conservé quelques œuvres du château dont un tableau du XVIIIe siècle représentant une scène champêtre de bergère et de bouvier.
En 1954, le château, ses dépendances et la maison Cassan sont finalement partiellement noyés dans la retenue de Razisse.

### Les châtelains
| Vers        | Châtelain                                       | Titre                                                                                                  |
| ----------- | ----------------------------------------------- | --- |
| <1459       | Bernard Caudière                                | Seigneur de Grandval et de Bézacoul                                                                    |
| >1478       | Bernard de Caudière                             | Seigneur de Grandval et de Bézacoul                                                                    |
| ?           | Guillaume de Caudière                           | Seigneur de Grandval et de Bézacoul                                                                    |
| <1538       | Sébastien de Caudière                           | Coseigneur de Grandval et de Bézacoul                                                                  |
| <1564       | Charles de Roquefeuil-Blanquefort               | Baron de Grandval                                                                                      |
| <>1574&1587 | Antoine de Roquefeuil                           | Baron de Grandval, Labastide-Gabausse et autres places                                                 |
| 1652        | Antoine-Guyon de Roquefeuil                     | Baron de Grandval                                                                                      |
| 1665        | Louis de Roquefort-Marquain de la Palu          | Baron de Marquein et de Grandval, seigneur de Salles, Brassac et autres places                         |
| <1669       | Gabrielle de Roquefeuil                         | Baronne de Grandval                                                                                    |
| 1684        | Antoine Joseph de Roquefort-Marquain de la Palu | Baron de Grandval, marquis de Marquein, page de la grande écurie du Roi                                |
| 1719        | Jean Bernard                                    | Seigneur de Grandval et Bézacoul, Bourgeois, banquier                                                  |
| 1746        | Jean de Gau de Frégeville                       | Seigneur de Grandval et Plégades, Capitaine de cavalerie                                               |
| 1775        | Henry de Gau de Frégeville                      | Marquis de Frégeville, Général de division, Député du Tarn                                             |
| 1805        | Charles de Gau de Frégeville                    | Marquis de Frégeville, Général de division, Député de l'Hérault                                        |
| 1833        | Hippolyte Charamaule                            | Avocat, Député de l'Hérault                                                                            |
| 1844        | Eugène Solignac                                 | Baron d'Empire, Avocat, Maire de Teillet                                                               |
| 1898        | Raymond de Toulouse-Lautrec Montfa              | Comte de Toulouse-Lautrec, Lieutenant au 10e Dragons                                                   |
| 1930        | Henry Cassan                                    | Ingénieur des Arts et Manufactures, Ingénieur en chef à la Compagnie Générale de Construction de Fours |